# Георги Горанов
Георги Димитров Йовев, приел по-късно името Горанов, е български композитор.

## Биография
Роден е на 20 май 1882 година в град Кюстендил, в семейство на Йорданка и Димитър Йовеви, македонски българи емигранти от пиянешкото село Вирче. Завършва в 1902 година педагогическото училище в родния си град. Като музикант се развива влиянието на учителя си Карел Махан. Участва в самодейния хор и оркестър към училището, а по-късно става техен диригент. Членува в Тайния ученически македоно-одрински кръжок „Освобождение“, основана в 1897 година.
Композира песни, пиески за оркестър, хармонизира и разработва народни песни. Автор на химна „Дружна песен“ („Песен на труда“, 1900) по текст на Георги Кирков. От 1901 година е член на работническото просветно дружество „Класово съзнание“. Диригент на неговия мъжки („хъшовски“) хор и оркестър.
През 1902 година заминава за Загреб да учи музика, но се завръща поради заболяване от туберкулоза. Умира на 23-годишна възраст в Кюстендил.
Композира около 80 песни, инструментални и оркестрови пиеси: „Освобождение“, „Станете, станете“, „Я запей ми, македонко“, „Юнак на гора думаше“, „Прощаване“, „Я развивай“, „Майски песни“. Автор е на много произведения за мандолинен оркестър и цигулка, валсове, мазурки, полки и др., музиката към „Пролетна зора“, „Виктория“, „Край Осогово“, „Овчар“, „Хубава си, моя горо“, „Пролетна нощ“, опус 7, опус 5 и други.
Родната къща на Георги Горанов в Кюстендил, на улица „Георги Горанов“ № 2, е реставрирана и в нея е учредена музейна сбирка. Къщата е паметник на културата.